# Claus Christian Castenskiold
Claus Christian Castenskiold (født 26. april 1934 på Frederiksberg, død 31. marts 2019) var en dansk kammerherre og hofjægermester.
Castenskiold var søn af kontorchef og sekondløjtnant Gustav Carl Eiler Castenskiold (1899-1984) og journalist og oversætter Tove Grace Jacoby (1898-1982). Han blev student fra Gentofte Statsskole i 1952 og tog juridisk embedseksamen fra Københavns Universitet i 1955. Fra 1954 til 1987 ejede han Hørbygård, som nu er overtaget af en søn. Han blev uddannet inden for land- og skovbrug på Lyngby Landbrugsskole og i USA 1955-58. I 1980'erne købte han sammen med sin hustru en farm i Australien.
Han var kredsformand for Det Konservative Folkeparti i Holbækkredsen 1968-77 og var medlem af partiets hovedbestyrelse fra 1977 til 1980. Fra 2005 til 2009 var han formand for Dansk Adelsforening. Castenskiold var hofjægermester og blev kammerherre 1987. Han var honorær konsul for Mauritius.

## Privatliv
Han blev gift den 25. november 1961 i Hørby Kirke med Camilla Castenskiold, datter af Thomas Georg Frederik Lønborg Crone og Vibeke Scheel Richter.
Han er far til Christian Gustav Castenskiold.